# Moulay Hafid Alaoui
 (juin 2013).
Si vous disposez d'ouvrages ou d'articles de référence ou si vous connaissez des sites web de qualité traitant du thème abordé ici, merci de compléter l'article en donnant les références utiles à sa vérifiabilité et en les liant à la section « Notes et références ».
Pour les articles homonymes, voir Alaoui.
Moulay Hafid Alaoui Mdeghri, né en 1910 à Douirat près d'Errachidia et mort le 14 décembre 1989, est le directeur de la Maison royale et de la chancellerie du Maroc.

## Protectorat
Il fut lieutenant colonel dans l'armée française, ancien de la division Leclerc qui avait tiré sur la foule des manifestants marocains en 1933. Il était le plus fervent élément du mouvement El Glaoui. Étant apprécié par l'administration et ayant signé la pétition de déposition du roi, il fut nommé pacha de Settat. En 1954, il fut victime d'un attentat par les résistants, une blessure à son épaule droit, au sujet de laquelle il se plut à dire que c'était une blessure de guerre.